# Kleinostheim
Kleinostheim er en kommune Landkreis Aschaffenburg i det bayerske Regierungsbezirk Unterfranken i Tyskland.

## Geografi
Kommunen ligger ved floden Main, ved den vestlig kant af bjergkæden Spessart og ved det øvre venstre hjørne af Mainviereck i nærheden af Aschaffenburg.

### Inddeling
Kleinostheim kommune består af fire bydele: Kleinostheim, Waldstadt, Industriområde Vest og Wingert